# Manfredo Fanti
Manfredo Fanti (Carpi, 23 de fevereiro de 1806 — Florença, 5 de abril de 1865) foi um general e político italiano, teve grande influência no Risorgimento.
Formado no colégio militar de Módena, foi exilado por ter participado da rebelião em Savoia em 1831. Depois lutou com distinção com os liberais na França e Espanha. Voltou a Milão, em 1848, para lutar contra os austríacos, no início da guerra entre Piemonte e a Áustria. Apesar de seus serviços terem sido inicialmente rejeitados pelo governo piemontês e depois pelo Lombardo, Fanti foi eventualmente aceito, tendo recebido inclusive o comando de uma brigada.
Participou da expedição a Crimeia em 1855 e da Segunda Guerra de Independência Italiana, em 1859, no comando da segunda divisão, contribuindo para as vitórias de Palestro, Magenta e San Martino. Em janeiro de 1860 foi nomeado ministro da guerra e marinha, no governo de Cavour. Com a morte de Cavour, saiu do governo para o comando do Sétimo Exército, com a saúde alquebrada, morreu quatro anos depois. Sua falta foi bastante sentida na guerra de 1866.